# Horčápsko
Horčápsko (německy Hortschap) je obec v okrese Příbram ve Středočeském kraji, asi 12 km jižně od Příbrami. Žije zde 86 obyvatel.

## Historie
První písemná zmínka o obci pochází z roku 1313.

## Obecní správa

### Části obce
- Horčápsko (k. ú. Horčápsko)
- Stará Voda (k. ú. Horčápsko)

Součástí obce je také osada Hráze.
Sousedními obcemi sídla jsou Chrást, Tochovice, Starosedlský Hrádek a Březnice.

### Územněsprávní začlenění
Dějiny územněsprávního začleňování zahrnují období od roku 1850 do současnosti. V chronologickém přehledu je uvedena územně administrativní příslušnost obce v roce, kdy ke změně došlo:
- 1850 země česká, kraj Plzeň, politický i soudní okres Březnice[4]
- 1855 země česká, kraj Písek, soudní okres Březnice
- 1868 země česká, politický okres Blatná, soudní okres Březnice
- 1939 země česká, Oberlandrat Klatovy, politický okres Blatná, soudní okres Březnice[5]
- 1942 země česká, Oberlandrat Plzeň, politický okres Strakonice, soudní okres Březnice[6]
- 1945 země česká, správní okres Blatná, soudní okres Březnice[7]
- 1949 Plzeňský kraj, okres Blatná[8]
- 1960 Středočeský kraj, okres Příbram
- 2003 Středočeský kraj, okres Příbram, obec s rozšířenou působností Příbram

### Členství ve sdruženích
Horčápsko je členem svazku obcí Březnicko, který byl založen v roce 2003.

## Pamětihodnosti
- Výklenková kaple poutní cesty z Březnice na Svatou Horu. Stojí při cestě mezi Březnicí a obcí Chrást.

## Doprava

### Dopravní síť
Do obce vedou silnice III. třídy. Ve vzdálenosti půl kilometru územím obce vede silnice II/174 Velký Bor – Svéradice – Kadov – Lnáře – Bělčice – Březnice – Milín.

### Autobusová doprava 2024
Autobusovou dopravu v obci Horčápsko zajišťují společnosti Arriva Střední Čechy a ČSAD AUTOBUSY České Budějovice. Obec je součástí Pražské integrované dopravy (PID). Obec je součástí Pražské integrované dopravy (PID). V obci se nachází autobusová zastávka Horčápsko a v osadě Hráze zastávka Horčápsko,Hráze. Ve Staré Vodě se autobusová zastávka nenachází. Obcí procházejí dvě autobusové linky: 482 a 511. Linka 482 spojuje obec s Příbramí a dále pokračuje přes Březnici, Blatnou až do Strakonic. Linka 511 rovněž zajišťuje spojení s Příbramí, přičemž vede přes Tochovice, Ostrov, Lazsko, Milín a Lešetice. V opačném směru míří do Březnice a projíždí obcemi Starosedlský Hrádek, Tušovice, Svojšice, Chraštice, Nestrašovice a dalšími vesnicemi na trase.

### Železniční doprava 2024
V těsné blízkosti obce prochází železniční trať 200 Zdice–Protivín, která byla uvedena do provozu v roce 1875. Stanice či zastávka na území obce nejsou. Nejbližší železniční stanicí směrem do Zdic jsou Tochovice, nacházející se těsně za hranicí území obce a směrem do Protivína je to železniční stanicí Březnice.

## Turistika
Územím obce vede turistická trasa  Příbram – Tochovice – Horčápsko – Březnice.